# Yuki Okaniwa
Yuki Okaniwa (岡庭 裕貴 Okaniwa Yuki?, nacido el 3 de enero de 1995 en Tokio) es un futbolista japonés que se desempeña como centrocampista.

## Trayectoria

### Clubes
| Club                | País  | Año    |
| ------------------- | ----- | ------ |
| Thespakusatsu Gunma | Japón | 2017 - |

## Estadística de carrera

### J. League
| Club                | Año   | J. League | J. League | Copa J. League | Copa J. League | Total | Total |
| Club                | Año   | Part.     | Goles     | Part.          | Goles          | Part. | Goles |
| ------------------- | ----- | --------- | --------- | -------------- | -------------- | ----- | ----- |
| Thespakusatsu Gunma | 2017  | 36        | 1         | -              | -              | 36    | 1     |
| Total               | Total | 36        | 1         | 0              | 0              | 36    | 1     |